# هیکو هرلیش
هیکو هرلیش (انگلیسی: Heiko Herrlich؛ زادهٔ ۳ دسامبر ۱۹۷۱) بازیکن فوتبال اهل آلمان است.
از باشگاه‌هایی که در آن بازی کرده‌است می‌توان به باشگاه فوتبال بروسیا دورتموند، باشگاه فوتبال بروسیا مونشن‌گلادباخ، باشگاه فوتبال بایر ۰۴ لورکوزن، و باشگاه فوتبال فرایبورگ اشاره کرد.
وی همچنین در تیم‌های ملی فوتبال زیر ۲۱ سال آلمان و آلمان بازی کرده‌است.